# O2 (мобильный оператор)
O2  — телекоммуникационная компания, провайдер мобильной связи, которая функционирует в таких странах как: Словакия, Чехия, Ирландия, Великобритания (O2 (UK) Limited), Германия. Образована в 2002 году, самостоятельную деятельность под именем Telefónica in Slovakia начала 2 февраля 2007. Компания предоставляет услуги связи в GSM-сети (частота 900 и 1800 МГц), UTMS (3G) с 7 сентября 2006 года. Использует технологии финской компании Nokia. С 2014 года развивается её собственная 4G-сеть на частотах 800 и 1800 МГц. Номера абонентов O2 начинаются с префиксов 940, 944, 948 и 949. Формат номера: +421 94x yyy yyy. Также доступны услуги EDGE, HSPDA, HSUPA, LTE.

## Спонсорство
Компания O2 долгое время спонсировала футбольный клуб Арсенал (Лондон). В 2002 году логотип О2 надолго закрепился на футболках «канониров», стороны сотрудничали на протяжении 10 лет, и лишь в 2012 его сменила реклама Emirates.